# Муджрум, Молла Мухаммед
Молла Мухаммед Муджрум (азерб. Molla Məhəmməd Mücrüm) — азербайджанский поэт XIX века, участник общества «Фёвджул-фюсаха».

## Биография
Молла Мухаммед Муджрум родился в Ардебиле. Год его рождения не известен. Его отец был адвокатом в религиозном суде в Ардебиле. Муджрум переехал в село Хыл Ленкоранского уезда в 1871 году и прожил там до конца жизни.

## Творчество
Молла Мухаммед был участником литературного общества «Фёвджул-фюсаха». Известна небольшая часть литературного наследия Муджрума, она представлена в нескольких лирических газелях в сборнике «Ленкоранские поэты» и в «Тазкирейи-Зияи»:
Вновь возлюбленная сожгла меня,
С капризом горит в огне сердце.
Оригинальный текст (азерб.)Tazədən yar məni atəşi-suzanə salıb, 

Naz ilə bir yanar od bu dili-büryanə salıb.